# أنغلزي
أنغلزي أو أنغلسي جزيرة تطل على البحر الأيرلندي أقصى غرب شمال ويلز، وهي سابع أكبر الجزر البريطانية حيث تبلغ مساحتها 714 كم². ترتبط بباقي أنحاء البلاد بجسرين يعبران مضيق مناي. بها قاعدة للقوات الجوية الملكية ومحطة طاقة نووية (مغنوكس).

## أعلام
- ستيوارت أندرو
- هيو غريفيث
- جوليان جونز
- ماري إيفانز
- روبن وليامز
- روث ونش